# Pararrhaptica falerniana
Pararrhaptica falerniana là một loài bướm đêm thuộc họ Tortricidae. Nó là loài đặc hữu của Molokai.